# Parque Nacional de Kaeng Krachan
Kaeng Krachan é o maior parque nacional da Tailândia, localizado na fronteira com Burma e vizinho da Reserva Natural de Tanintharyi. É muito popular devido a sua localização próxima à cidade turística de Hua Hin. Está classificado desde 2021 como Património Mundial pela UNESCO integrando o sítio denominado "Complexo Florestal Kaeng Krachan".

## Características
Consiste basicamente de florestas tropicais na encosta oriental da cordilheira de Tenasserim. O ponto mais alto tem 1.200 m. Dois rios principais se originam na area do parque, o Pranburi e o Phetchaburi. Este é represado por uma barragem no limite oriental do parque, construida em 1966 e que forma um lago de 46,5 km². 

## História
O parque foi criado em 12 de junho de 1981 e aumentado em 1984, quando incluiu a área de fronteira entre Phetchaburi e Prachuap Khiri Khan.
A morte de elefantes selvagens é um grande problema, e as autoridades tem dificuldade de controlar os caçadores ilegais. e alguns oficiais do parque foram envolvidos em acusações de comércio de marfim.
Apesar de ser um parque nacional, existem plantações particulares, algumas utilizam cercas elétricas que prejudicam esses animais, ocorrendo um caso comprovado de eletrocussão de um filhote em junho de 2013.
Foi classificado pela UNESCO como Património Mundial em 2021.

## Fauna e Flora
A floresta abriga grande biodiversidade de vegetação tropical, incluindo árvores e palmeiras. 57 espécies de mamíferos e mais de 400 espécies de pássaros foram encontradas lá. 

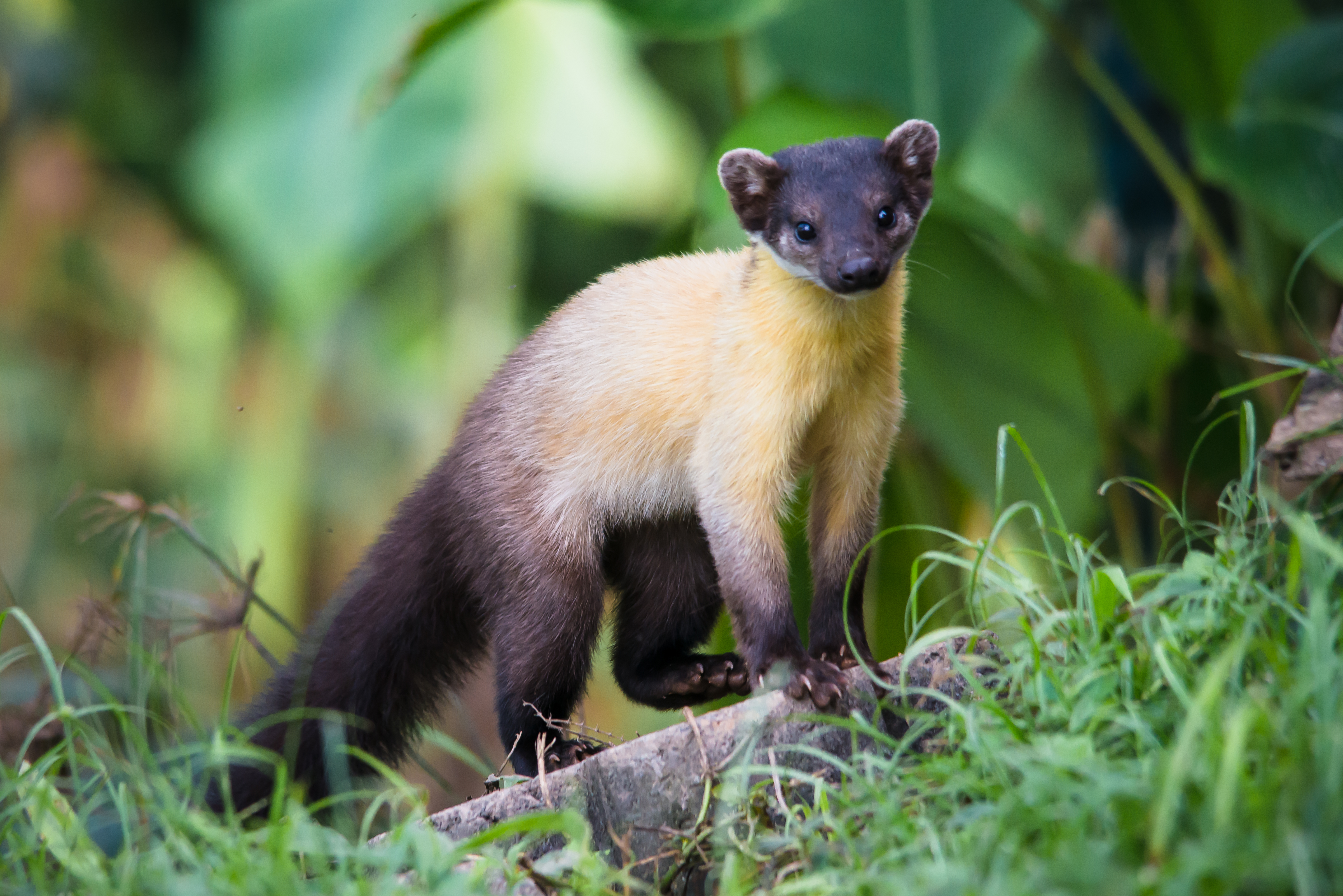
Martes flavigula
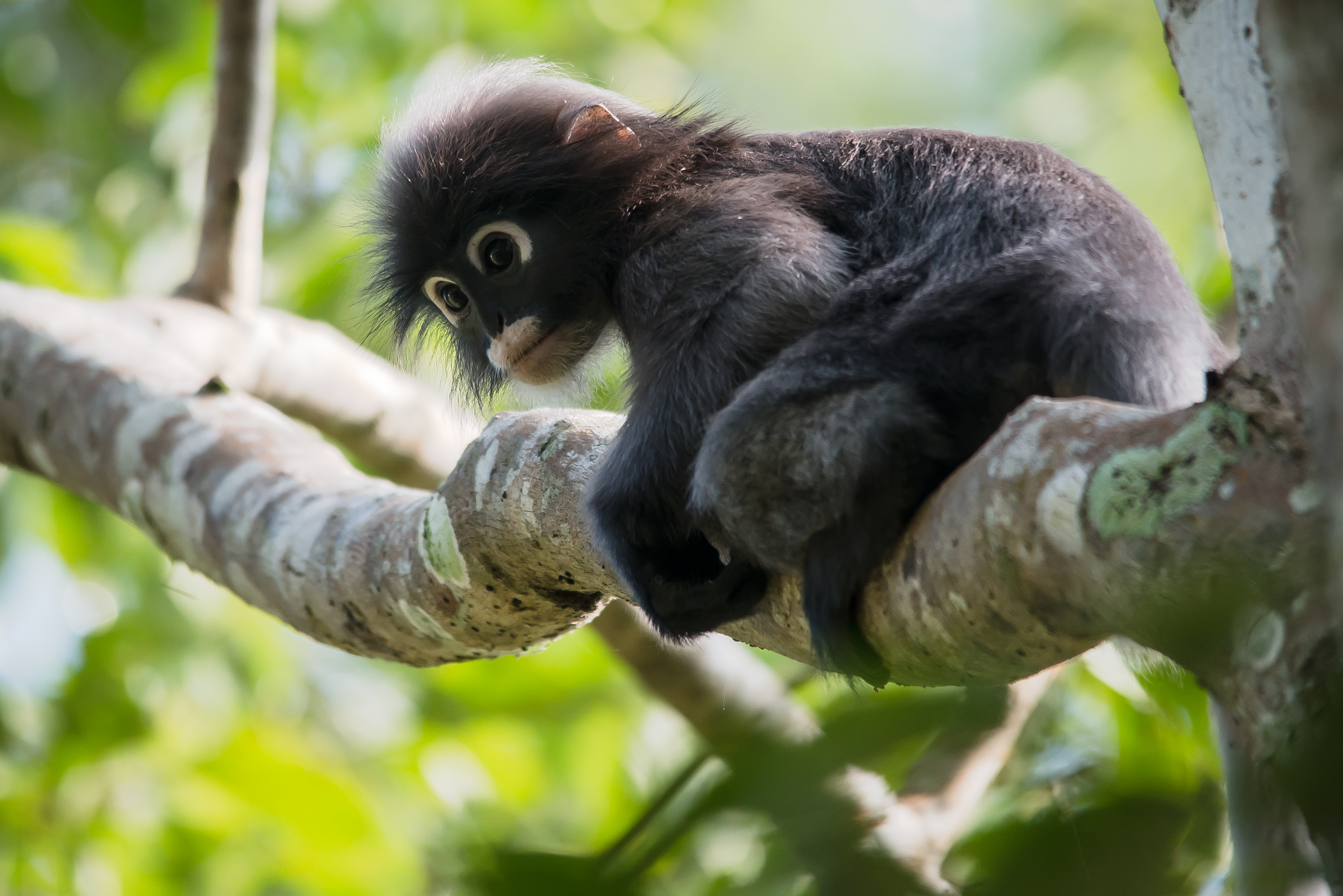
Trachypithecus obscurus
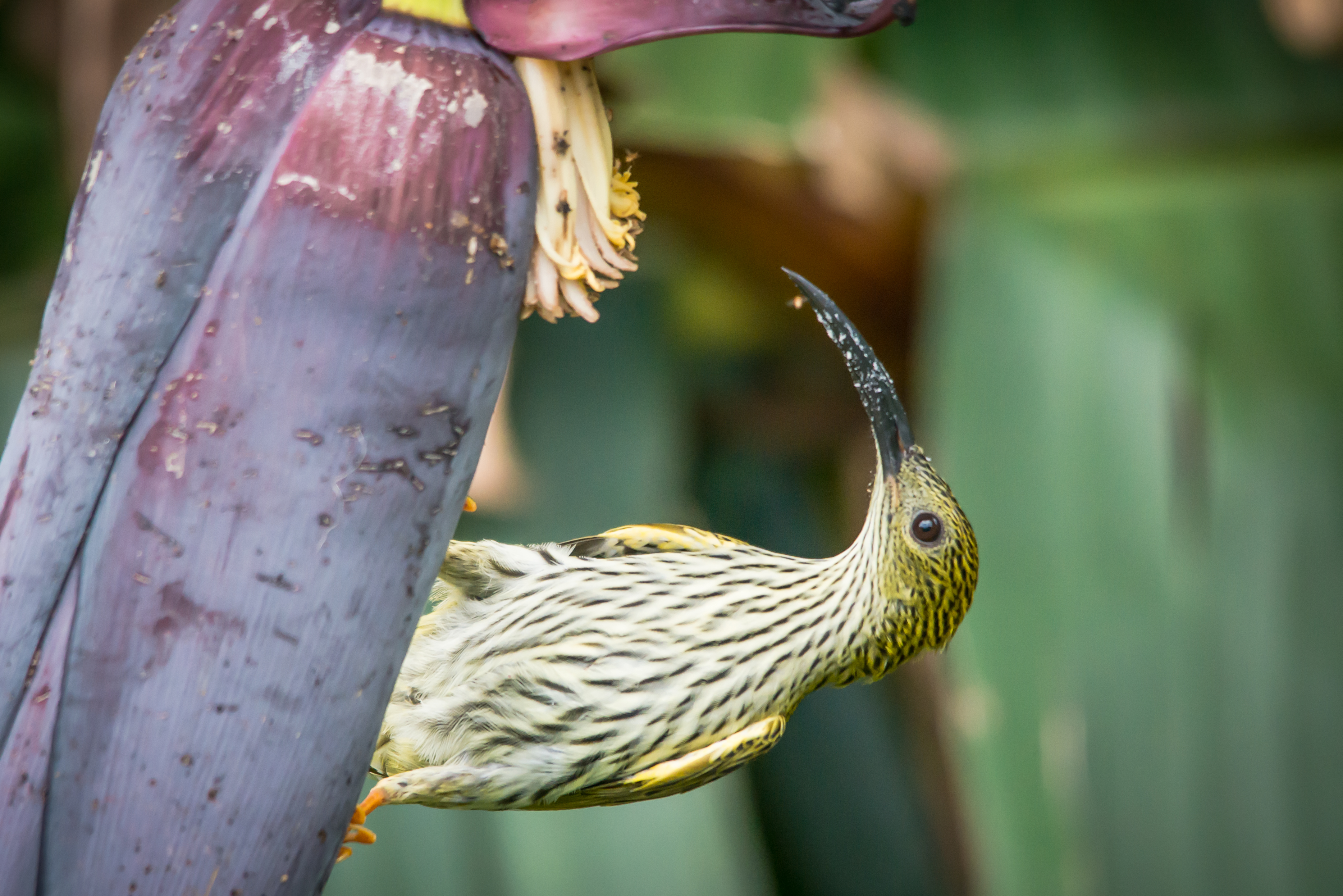
Arachnothera magna
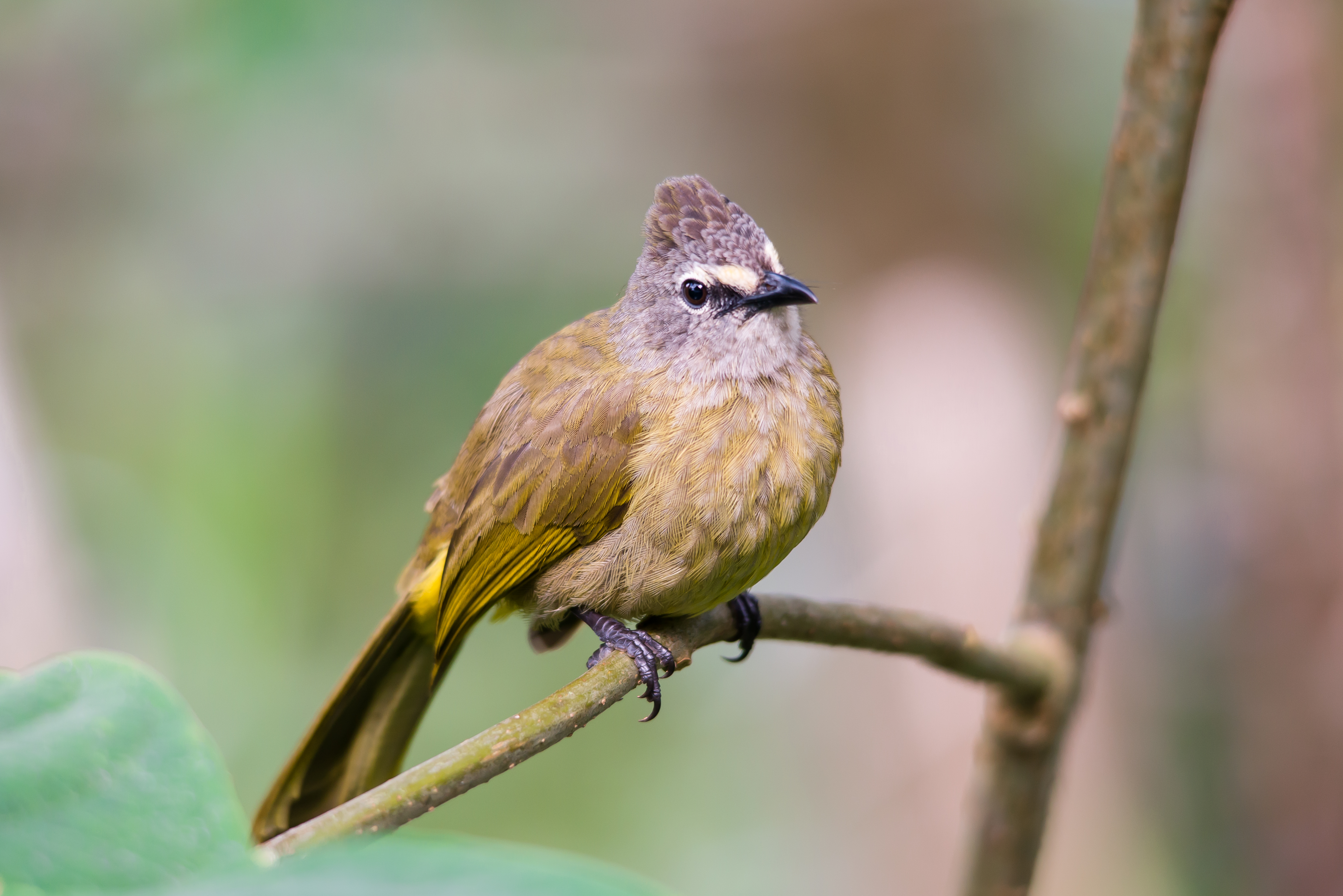
Pycnonotus flavescens